# Georges Lepape

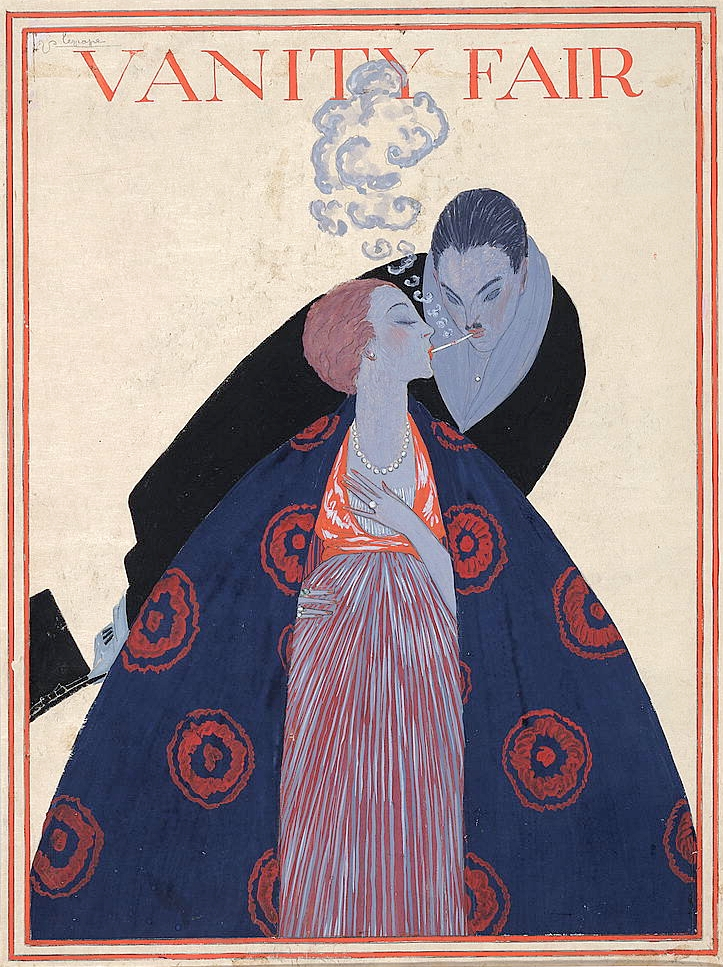
Portada de Georges Lepape para Vanity Fair (1919)

Georges Alexandre Adrien Lepape (París, 26 de junio de 1887-Bonneval, 15 de febrero de 1971) fue un pintor, ilustrador, grabador, cartelista y diseñador de moda francés. Destacó especialmente en la ilustración de moda.

## Biografía
Estudió en la Escuela de Bellas Artes de París. En 1909 entró a trabajar con el modisto Paul Poiret, para el que ilustró su catálogo de 1911, Les choses de Paul Poiret. En 1912 realizó la misma labor para Jean Patou.
En 1911 fue contratado junto con Paul Iribe y George Barbier para ilustrar una carpeta de diseños de Jeanne Paquin, L'Eventail et la fourrure chez Paquin.
En 1912 fue uno de los ilustradores contratados para colaborar con la revista de moda Gazette du Bon Ton, fundada por Lucien Vogel y Michel de Brunhoff. Participó junto con otros siete ilustradores (Paul Iribe, George Barbier, Jean Besnard, Bernard Boutet de Monvel, Pierre Brissaud, André Édouard Marty y Charles Martin), conocidos como los Beaux Brummells o los «caballeros del brazalete», que desarrollaron un estilo dinámico y colorista, que presentaba la moda de su tiempo con un enfoque efectista y algo estilizado.
En los años 1920 trabajó para la edición francesa de Vogue, con un estilo enmarcado en el art déco y con cierta influencia del cine de Hollywood.
Trabajó también para revistas como Harper's Bazaar, Vanity Fair, Fémina y Les feuillets d'art. En general, su obra denota cierta influencia oriental y tendencia al diseño curvilíneo.
Realizó numerosos carteles, como el de Spinelly (1914), así como decorados de teatro (El pájaro azul, 1923) y cine (Villa destino, 1921). También ilustró numerosos libros, especialmente obras de Alfred de Musset, Sacha Guitry, Colette y Paul Géraldy. Realizó la decoración del Ayuntamiento de Vincennes y del paquebote Normandie. En sus obras pictóricas mostró la influencia del japonismo, con efectos curvilíneos y encuadres insólitos, empleo de manchas lisas de colores, un sentido un tanto estrafalario de lo moderno y cierto toque humorístico. Tiene obras en el Museo de las Artes Decorativas de París, el Museo de Bellas Artes de Tours, el Victoria & Albert Museum de Londres y el Brooklyn Museum de Nueva York.

## Obras ilustradas
- Charles Dousdebès, La Journée blanche, 1909
- Alfred de Musset, Œuvres complètes, 1937-1938
- Petronio, El Satiricón, 1941
- Stendhal, L'Abbesse de Castro, 1942
- Paul Géraldy, L'Amour, 1945
- Paul Géraldy, Toi et Moi, 1947
- Sacha Guitry, Le Bien-Aimé, 1949
- Sacha Guitry, Constance, 1950
- Victor Hugo, Œuvres complètes, 1955